# 馬爾代夫足球協會
馬爾代夫足球協會是專門管轄馬爾代夫足球事務的組織。該組織成立於1982年，並在1986年先後加入國際足協和亞洲足協。

## 外部連結
- 官方網頁 （页面存档备份，存于）
- 亞洲足協網頁
- 國際足協網頁 （页面存档备份，存于）